# Robert Hamilton Coats
Robert Hamilton Coats (Clinton, Condado de Huron, Ontário, 25 de julho de 1874 – Ottawa, 7 de fevereiro de 1960) foi um estatístico canadense, Chief Statistician of Canada.
Filho de Charles Coats, que chegou ao Canadá da Escócia. Em 1896 Coats obteve um B.A. na Universidade de Toronto. Trabalhou como jornalista do The Toronto World e depois do Globe de Toronto até 1902 quando, a pedido do primeiro-ministro do Canadá William Lyon Mackenzie King, tornou-se editor do Labour Gazette; King já havia sido o primeiro editor desta publicação que incluiu informações estatísticas relacionada ao trabalho. Coats foi nomeado chefe estatístico do Ministério do Trabalho do Canadá em 1905. Em 1915 foi indicado Dominion Statistician and Controller do censo demográfico. Coats ajudou a estabelecer o Dominion Bureau of Statistics, atual Statistics Canada.
Também serviu no comitê de estatística da Liga das Nações. Após aposentar-se em 1942 Coats serviu como conselheiro estatístico do governo de Ontário e das Organização das Nações Unidas. Foi durante quatro anos professor visitante no Departamento de Economia Política da Universidade de Toronto.
Coats, um dos primeiros moradores do Rockcliffe Park, morreu em Ottawa aos 85 anos de idade. Foi casado duas vezes, primeiro com Marie Hollbeister, e depois, após a morte de sua primeira mulher, com Maida Skelly.
O R. H. Coats Building em Ottawa é nomeado em sua memória.